# Watertown, Minnesota
Watertown là một thành phố thuộc quận Carver, tiểu bang Minnesota, Hoa Kỳ. Năm 2010, dân số của thành phố này là 4205 người.

## Dân số
- Dân số năm 2000: 3029 người.
- Dân số năm 2010: 4205 người.